# Boavista Futebol Clube
El  Boavista Futebol Clube  és un club de futbol de la ciutat de Porto (Portugal). Conegut principalment per la secció de futbol, es tracta, en realitat, d'un club poliesportiu, ja que compta amb seccions de voleibol, escacs, futbol sala, gimnàstica o ciclisme entre d'altres.

## Història
El Boavista Futebol Clube va ser fundat l'1 d'agost de 1903 a la ciutat portuguesa de Porto. Disputa els seus partits a l'Estádio do Bessa, construït el 1973 i remodelat el 2003 amb motiu de l'Eurocopa 2004. Històricament el segon club de la ciutat i sempre a l'ombra dels tres grans del país (FC Porto, SL Benfica i Sporting CP) el seu major triomf fou la lliga portuguesa de l'any 2001. A més ha guanyat al llarg de la seva història 5 copes de Portugal.
El juny de 2008, el Boavista va ser condemnat al descens per la seva implicació en l'escàndol de manipulació de partits Apito Dourado (Xiulet D'or), relacionat amb tres partits de la temporada 2003–04. Un any després, el club va ser relegat novament: inicialment salvat pel club ascendit F.C. Vizela després de ser sancionat per corrupció, l'equip es va retirar de la segona divisió per raons financeres.
El octubre de 2020, els membres del Boavista van aprovar la inversió de l'empresari espanyol-luxemburgès Gérard Lopez, propietari del club de Ligue 1 Lille OSC. Petit va retornar com a entrenador, portant el club a les semifinals de la Taça da Liga per primera vegada a la temporada 2021–22.

## Palmarès
- Lliga de Portugal: 1 (2001)
- Copa de Portugal: 5 (1975, 1976, 1979, 1992, 1997)
- Supercopa de Portugal: 3 (1979, 1992, 1997)